# God's Not Dead: In God We Trust
God's Not Dead: In God We Trust (bra: Deus Não Está Morto – Em Deus Confiamos) é um filme cristão de 2024 dirigido por Vance Null e coproduzido por David A. R. White. É o quinto filme da franquia God's Not Dead, sendo estrelado por David A. R. White, Dean Cain, Isaiah Washington, Ray Wise, Cory Oliver, Brad Heller e os Newsboys. O filme foi distribuído pela Fathom Events e foi lançado nos cinemas dos Estados Unidos em 12 de setembro de 2024.
O filme arrecadou cerca de 3,2 milhões de dólares nos cinemas e recebeu críticas negativas.

## Sinopse
Em um momento de profunda turbulência política, civil e espiritual, o Reverendo David Hill se debate com a questão crucial: Deus ainda tem lugar na política? Compelido a entrar em uma corrida para o Congresso após a morte repentina de um candidato favorito, David enfrenta o senador estadual Peter Kane, um oponente formidável determinado a expulsar a religião da esfera pública e causar ainda mais divisão. Com escrutínio implacável e imensos desafios, a campanha de David se torna um farol de esperança e otimismo para muitas pessoas que anseiam por liderança espiritual e moral. Enquanto ele navega pelas águas traiçoeiras da política moderna, a fé e os princípios de David são submetidos ao teste final. God's Not Dead: In God We Trust explora a relevância duradoura da fé na vida pública e a luta crucial para manter os valores religiosos no centro da governança.

## Elenco
- David A. R. White como o reverendo Dave Hill, um pastor que apareceu em todos os quatro filmes anteriores de God's Not Dead.
- Dean Cain
- Isaiah Washington como o deputado Daryl Smith, um congressista que ajuda Dave.
- Ray Wise
- Cory Oliver
- Brad Heller
- Newsboys como eles mesmos

## Produção e lançamento
Em setembro de 2022, foi anunciado que um quinto filme da série de filmes estava em desenvolvimento e oficialmente intitulado God's Not Dead: Rise Up. Dirigido por Vance Null, o filme segue o reverendo David "Dave" Hill enquanto concorre a um cargo político em uma campanha contra um oponente que busca remover a religião das políticas públicas; o reverendo começa a questionar: "Deus está morto na política americana?"
David A. R. White reprisa seu papel de protagonista, além de atuar como produtor, enquanto Dean Cain, Isaiah Washington, Ray Wise, Cory Oliver, Brad Heller e os Newsboys retornam em seus respectivos papéis. A produção estava programada para começar nos últimos meses de 2022, na Carolina do Sul. O projeto foi produzido pela Pinnacle Peak Pictures e distribuído pela Fathom Events. O filme estava programado para ser lançado em 2023. Depois que as filmagens foram adiadas devido à greve da SAG-AFTRA de 2023, filmagens adicionais ocorreram em novembro de 2023, e também em abril de 2024. Após isso, o filme foi lançado em 12 de setembro de 2024.

## Recepção
God's Not Dead: In God We Trust foi lançado somente nos Estados Unidos e Canadá e arrecadou no total 3,2 milhões de dólares. O filme teve uma estreia doméstica de 1,5 milhão de dólares em cerca de 1 392 salas de cinema.
O crítico Jeffrey Anderson, da Common Sense Media, deu ao filme uma avaliação de 2 de 5 valores, referindo que "este drama moralista e falador é um emaranhado de contradições, revelando uma clara ingenuidade em relação à política e ao que realmente está acontecendo no mundo". Joseph Holmes, da Christianity Today, referiu que "a atuação varia do inexpressivo ao exagerado" e que "os argumentos religiosos e políticos são preguiçosos e superficiais.". Em uma crítica um pouco mais positiva, Collin Garbarino, da WORLD, referiu que o filme "me divertiu até certo ponto", entretanto também mencionou que "as perspectivas teológica e política [são] decepcionantes".